# Base aérienne 721 Rochefort
Pour les articles homonymes, voir RCO.
La base aérienne 721 Rochefort  « adjudant Pierre Gémot » est une base aérienne de l'Armée de l'air française située sur les communes de Soubise, Saint-Agnant et Échillais dans le département de la Charente-Maritime.
Elle accueille l'École de formation des sous-officiers de l'Armée de l'air (EFSOAA).

## Situation géographique
La base aérienne 721 est située à 8 km au sud de Rochefort. Son emprise concerne trois communes de Charente-Maritime : Soubise, Saint-Agnant et Échillais. L’entrée principale de la base est à Échillais.
Son site mesure 230 hectares dont 140 hectares de verdure et d'espaces boisés. L'architecture du site est l'œuvre de Pierre-André Dufétel, premier second grand prix de Rome en 1952. 
La base aérienne utilise une piste partagée avec l'aéroport de Rochefort - Charente-Maritime.

## Histoire de la base aérienne
En 1931, l’École des mécaniciens de l’Armée de l’air investit initialement le site du centre de l'« aéronavale » au nord du fleuve côtier « Charente » et à l’ouest du centre-ville de Rochefort. Dès le début des années 1960, l’évolution des effectifs et des techniques donne à l’École un aspect vieillissant et désordonné.
En 1964, l'École des Spécialistes des Télécommunications (ou BEST), antérieurement installée à Auxerre rejoint la base aérienne de Rochefort, intégrant l'Escadron d'Électronique Générale 1/317. 
Alors qu’en 1969, le ministère de la Défense annonce le départ de l’École à Évreux, les réactions d'opposition sont unanimes dans le département. Albert Bignon, député du département de la Charente-Maritime, réussit in extremis à faire annuler la décision. L’École reste donc en Charente-Maritime ; une nouvelle localisation doit être trouvée rapidement.
Sans encore avoir choisi le site, l’Armée de l’air exige que soit construite une piste de 1 700 x 30 mètres sur le même site. En effet, celui de l’aéronavale comporte une seule piste en herbe utilisable de mai à octobre.
Après quelques études rapides, le choix du nouveau site se porte sur un espace situé dans les communes de Saint-Agnant, d'Échillais et de Soubise.
En mars 1971, Jean Morin, le nouveau maire de Rochefort, installe la structure indispensable à la réalisation de la piste d'aviation et le 29 juin 1973, le conseil municipal prend la décision de participer à la constitution du syndicat mixte pour la création et la gestion de l’aérodrome de Rochefort – Saint-Agnant. La ville doit participer à hauteur de 25 % à l’ensemble des dépenses induites par cette réalisation.
Le 23 octobre 1973, sur requête du préfet de Charente-Maritime, le conseil municipal demande que la piste soit d’une longueur de 2 200 mètres, acceptant toutefois que dans un premier temps elle soit limitée à une longueur de 1 800 mètres pour 45 mètres de largeur. Il faut attendre le 4 juillet 1975 pour que le conseil municipal approuve les statuts du syndicat mixte.
Ainsi, quatre années ont été nécessaires entre la pose de la première pierre de la base aérienne 721 et le lancement de la construction de la piste par Pierre Messmer, alors Premier Ministre.
La piste est mise en service le 10 octobre 1980, avec des caractéristiques différentes de celles prévues : 1 900 x 30 mètres.
Le 10 octobre 1980, Yvon Bourges, ministre de la Défense, inaugure l’École, l’une des plus importantes des écoles militaires françaises.
Ce grand chantier a coûté 500 millions de francs de l’époque, soit environ 350 millions d’euros d’aujourd’hui.
En 1986, la base aérienne reçoit le nom de l'adjudant Pierre Gémot, ancien élève de l'école de Rochefort, mécanicien navigant mort en service aérien commandé en Indochine le 20 octobre 1952.
En septembre 1998, l'École est rebaptisée École de formation des sous-officiers de l'Armée de l'air ou EFSOAA.
De 2001 à 2002, le centre école de l'aéronautique navale de Rochefort est intégré à l'École de formation des sous-officiers de l'Armée de l'air.
En 2003, l’extension de la piste est réalisée, portant ses dimensions à 2 280 mètres x 45 mètres.
La piste permet l’atterrissage et le décollage d’appareils militaires, rejoignant leur plate-forme aéroportuaire située au nord du terrain ; les appareils civils peuvent aussi l'utiliser tout en roulant vers l’aérogare installée au sud. Cette dernière est gérée par le conseil départemental de la Charente-Maritime.

## Unités actuellement présentes
- École de formation des sous-officiers de l'Armée de l'air (EFSOAA)
- Commandement des écoles des sous-officiers et des militaires du rang de l'Armée de l’air (ESOMAA).

## Effectif
Les cadres permanents de la base sont près de 1 600, dont 500 instructeurs. Le nombre d'élèves et de stagiaires varie au cours de l'année : il peut atteindre 2 500, dont 500 viennent de la Marine nationale.
La base constitue l'un des tout premiers employeurs de la Charente-Maritime.

## Commandants de la base aérienne
- Général de brigade Cordier (1996)
- Général de brigade Alaux (2000)
- Général de brigade Libat (2005)
- Général de brigade Dudret (2009)
- Colonel Didier Servoise (2009 - 2010)[2]
- Général de brigade Gérard Latour (2010 - 2011)
- Colonel Benoît Consoloni (2011-2014)
- Colonel Christophe Pagès (2014-2015) [3]
- Colonel Jean-Claude Piccirillo (2015- 3 septembre 2015)
- Colonel Didier Tisseyre (3 septembre 2015[4] - 5 septembre 2017)
- Général Manuel Alvarez (5 septembre 2017 - 2019)[5].
- Général Alain Boullet (28 août 2019 - 28 juillet 2022)
- Général Hervé Chêne (28 juillet 2022 - 8 août 2024)
- Général Thierry Fluxa ( 8 août 2024 )

## Parrain de la base aérienne
La base aérienne porte le nom de tradition « adjudant Pierre Gémot ».
Charentais et ancien élève de l'École de Rochefort, il a été mécanicien « avion » et mécanicien navigant.
Né à Vitrac en Dordogne, il s'engage à l'École des mécaniciens de Rochefort à l'âge de 17 ans. Il en sort breveté mécanicien à la veille de la Seconde Guerre mondiale.
Après plusieurs affectations en métropole, en Afrique du Nord et en Afrique-Occidentale française, il obtient le brevet de mécanicien navigant de la Royal Air Force en 1943 en Angleterre.
Il participe à trente missions de bombardement au-dessus de l'Allemagne nazie et de la France occupée. Il est cité deux fois à l'ordre de l'armée aérienne pour son courage, pour son sang-froid et pour sa compétence.
En 1945, il reçoit la Médaille militaire, étant alors sergent-chef. Il participe par la suite à plusieurs missions souvent difficiles et obtient deux lettres de félicitations.
En 1952, il rejoint l'Indochine en guerre.
Le 20 octobre 1952, il est tué en service aérien alors qu'il est mécanicien navigant au Groupe I/34 Béarn. En tout, il a à son actif 3 000 heures de vol et 56 missions de guerre.
La récapitulation de ses décorations est la suivante : chevalier de la Légion d'honneur, Médaille militaire, Croix de guerre 1939-1945 avec trois citations, Croix de guerre des Théâtres d'opérations extérieurs avec une citation, médaille de l'Aéronautique.
Il est l'un des rares sous-officiers parrainant une base aérienne.

## Insigne de la base aérienne

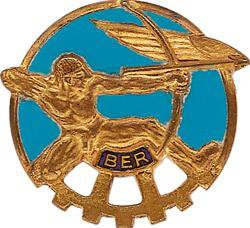

Cet insigne est le résultat d'un concours qui date de 1952 auquel les cadres et élèves de la base ont participé. Le graveur Henri Courtois (alors à Paris) a réalisé l'insigne.
Sa signification se résume en reprenant chaque élément qui le compose :
- le « secteur denté ajouré » symbolise la mécanique ;
- le « tireur puissamment agenouillé au sol avec un effort qui engendre le mouvement » personnifie le mécanicien ;
- la « flèche doublée d'une aile stylisée que le vent de la vitesse affine » symbolise l'essor de l'avion ;
- le Héraclès de Bourdelle sert de support.

## Devise de la base aérienne
S'armer pour le futur

## Meetings aériens
La base aérienne a accueilli un meeting de l’Armée de l’air le 26 mai 2002 et le 21 mai 2006. Parmi les appareils présentés ont figuré plusieurs hélicoptères, des avions de chasse — Mirage 2000, Rafale, Alpha Jet — et des avions de surveillance Awacs. Des patrouilles internationales, comme la patrouille de France, les Red Arrows, la patrouille italienne, la patrouille marocaine et la patrouille royale jordanienne, ont effectué des présentations en vol. Plus d'une dizaine de milliers de spectateurs étaient présents.

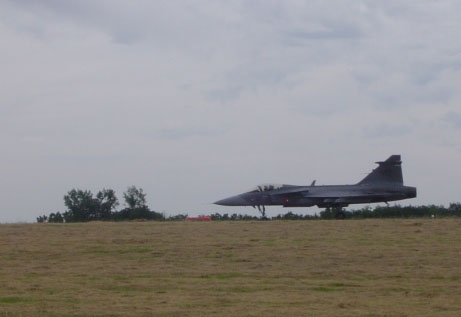
JAS 39 Gripen sur la piste lors du meeting.
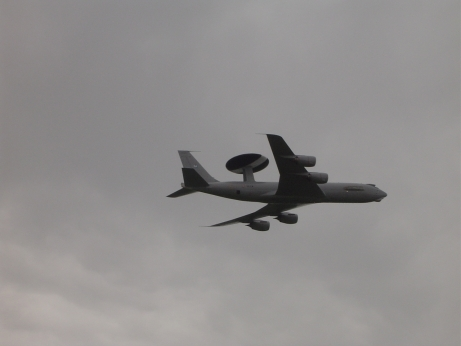
Avion Awacs.
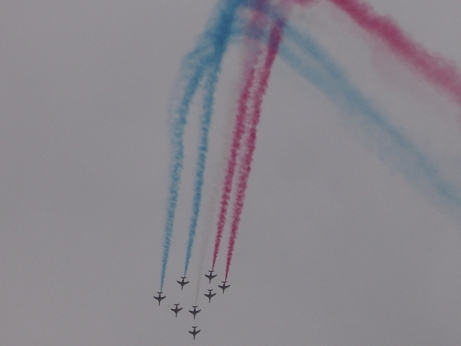
Patrouille de France.

## Lieux et monuments
- Les Dolmens de la Sauzaie, situés dans l'emprise de la base, ont été déplacés de leur emplacement d'origine, lors de la construction de la piste. Ils sont classés monuments historiques depuis 1938.